# Оброчни крст
Оброк или оброчни крст је камени крст на светом месту (оброчишту) посвећен неком од хришћанских светаца од којег породица или мештани траже заштиту. Оброци се углавном могу наћи на просторима где су живели или и данас живе Шопи. Реч оброк на шопском говору значи завет - породица се постављањем оброчног камена заветује и захваљује свецу који треба да је штити.
Своје порекло оброци воде још из паганских времена, када је приношење жртава био начин да се добије заштита божанских сила. Из те паганске традиције овај обред је наставио да живи и даље, овог пута у виду обожавања и тражења заштите од хришћанских светаца.
На западној страни оброка је уклесано име свеца, имена оних који подижу крст, година постављања крста а на већини крстова су иницијали ИС ХС и НИ КА. Орнаментику чине јабуке, крст у стилизованом орнаменту цвета или сунца, кипариси као симболи вечног живота.
Оброци су масовно грађени у време турске окупације Србије на местима порушених цркава, које потом нису обнављане. Око оброка су се у одређене дана окупљали мештани да би држали литије или друга богослужења. Поред оброка су свештеници секли славски колач, причешћивали вернике готовим причешћем и обављали друге богослужбене радње. У неким селима око оброка су се вршиле сеоске заветнине.
Око оброка је вршен и обред крштења. Пример за то је оброчни крст у старом селу Клисура које није имало цркву, па су мештани саградили уз оброк Миро Светог Ђорђа од дубравског камена, од бигре, 1792. године саградили камено корито у коме се крштавала новорођенчад.
Оброци новијег датума у Понишављу везани су за неки догађај у животу насеља или његових становника. На пример да би престао помор становништва или стоке, и по народном веровању неко друго зло, становници би критичне године на дан неког свеца подизали оброк њему у част како би зло престало и како би у будућности заобишло село. Постављани су у насељима у којима није било цркава, са намером да замене ове верске објекте.
Како су Оброци подизани поводом значајних догађаја они имају не само етнографски значај већ и друштвеногеографска обележја из претходног историјског периода, везана за живот и нека значајна збивања. Постојање великог броја оброчних крстова сведочи о врло развијеном духовном животу становника Понишавља.
Значај постављања Оброка – завета огледа се и кроз однос између поштованог и обожаваног свеца са једне и верника, његове породице, фамилије или мање заједнице са друге стране, која је поставила крст. Тако је временом место завета са Оброком постало најсветије место, где се одређеног дана, који је посвећен том свецу или за време појединих празника, окупљају људи на обредној молитви, како би изразили захвалност као и наду за бољу будућност.
Најзначајнији сачувани Оброчки крстови су:
- Запис оброк 1882 (Враниште) се налази на парцели чији је власник Град Пирот.
- Запис оброк Света Тројица и Видовдан (Враниште) се налази на парцели чији је власник Град Пирот.
- Запис оброк Силазак Светог Духа Свете Тројице (Враниште) се налази на парцели чији је власник Град Пирот.
- Оброк Свете Пресвете из села Долац – који су 31. маја 1898.године подигли мештани након што је те године у великој мери село пострадало од поплаве и бујица.
- Оброк Свете трнове Петке у Станичењу – који је на малој заравни изван села Станичења 1398. године подигла кнегињи Милици, која је заједно са Јефимијом те године ишла код султана Бајазита да заступа интересе свога сина Стефана. Том приликом је издејствовала пренос моштију Свете Петке из Видина у Београд. По предању, мошти су преноћиле у станичењској Цркви Светог Николе.
- Оброчни крст у селу Сумраковац,  недалеко од сеоске школе. Споменик у облику крста датира из 1830. године и посвећен је мештанима села Сумраковац који су те године страдали од куге.
- Камени крст-сеоске заветине у Беолињи, насељеном месту на територији општине Сврљиг. На краковима поседује по три јабучасте полулопте и других украса нема. У средишњем делу урезан је још један крст, око кога су карактеристична слова: ИС, ХС, НИ, KА.
- Крај остатака цркве у Перишу, на територији општине Сврљиг, југоисточно од села на месту званом Острц налазе се делови старог заветног крста од сиге. Народ се окупља на овом месту на дан Светог пророка Илије.
- Стари заветни крст у Давидовцу на територији општине Сврљиг, налази се у центру села. Као једини украс, на њему је урезан централни крст, чији се кракови завршавају мањим крстовима. Украшен је такође са по три јабучасте полулопте.
- Стари заветни крст у Драјинцу, на територији општине Сврљиг је из 1829. године. Налази се у порти цркве Светог Николе, лево од улазних врата.
- Стари заветни крст у Копајкошари, на територији општине Сврљиг, налази се десно од пута који води ка копајкошарској пећини.
- Стари заветни крст у Лабукову, насељеном месту на територији општине Сврљиг, налази се у центру села.
- Стари заветни крст у Лалинцу, на територији општине Сврљиг, налази се у махали Дира, у јарку, а непосредно уз сеоску кућу.
- Стари заветни крст у Манојлици на територији општине Сврљиг, налази се на стотинак метара испред цркве цара Константина и царице Јелене, крај пута који од села води ка цркви, на месту званом Баравац.
- Стари заветни крст у Палилули на територији општине Сврљиг, налази се код старе задружне зграде, у средишту села.
- Стари заветни крст у Попшици, на територији општине Сврљиг, налази се испод великог храста у центру села.
- Стари заветни крст у селу Мечји До, на територији општине Сврљиг, налази се у средишњем делу села где се некада окупљао на Спасовдан.
- Реклама
- Стари заветни крст у селу Преконога, на територији општине Сврљиг, налази се у центру села.
- Три оброчна крста се налазе у селу Варош, на територији општине Сврљиг.
- Црквиште „Мартина заветина” или „Мартина црква” у близини села Бурдимо на територији општине Сврљиг обележено је мањим каменим крстом, висине до једног метра, подигнутим у периоду између два рата.
- У апсидалном делу црквишта Светих архангела у Драјинцу на територији општине Сврљиг укопан је нижи камени оброчни крст.
- На црквишту Св. Илије у Околишту, у општини Сврљиг постављен је камени крст после Првог светског рата и тиме је обележено место окупљања народа на Светог Илију када су се носиле литије.